# Annona cherimola
Annona cherimola (česky čerimoja) je rostlina z čeledi láhevníkovité (Annonaceae). Je to opadavý menší strom poskytující velmi lahodné ovoce.

## Synonyma[2]

### Vědecká synonyma
- Annona cherimolia P. Mill.
- Annona cheirimola P. Mill.
- Annona pubescens Salisb.
- Annona cherimoya – synonymum vzniklé chybou v názvu (misspelling)

### Další názvy
- anona šeroplodá
- láhevník čerimoja
- láhevník čirimoja
- chirimoya
- „cukrové jablko“ – lidový název

## Původ a rozšíření
Annona cherimola pochází ze severní části Jižní Ameriky z And. Roste v horách tropů a subtropů.

## Využití
Čerimoja poskytuje ovoce, které je velice oblíbené po celém světě. Konzumuje se měkká, sladká, pěnovitě-vatovitá dužina bílé nebo narůžovělé barvy. Z dužiny se též vyrábějí džusy, zmrzlina, džemy a jiné pochutiny.

## Botanický popis
Malý opadavý strom dosahující výšky 5–7 m. Má šedavé plstnaté větvičky. Opadavé listy jsou eliptické až elipticky kopinaté, až 20 cm dlouhé, na rubu sametově plstnaté. Jednopohlavné květy. Souplodí je kulovité až vejcovité, 7–12 cm dlouhé s hrbolatým zeleně zbarveným povrchem a bělavou dužninou.

## Souplodí

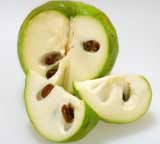
Souplodí na řezu s tmavě hnědými peckami

Ze souplodí se pojídá vatovitá dužnina. Toto oblíbené ovoce obsahuje asi 1,8 % bílkovin, 0,7 % tuku, 19 % sacharidů, 3,2 % sušiny, 2,1 % minerálních látek, vitamin C a stopy provitaminu A.

## Ekologické nároky
I když čerimoja  pochází z tropů, je zvyklá na chladnější podnebí, protože roste v horách. Průměrná teplota by měla dosahovat 20–30 °C. Snáší lehké mrazy do -5 °C.

## Rozmnožování
Rozmnožuje se generativně semeny, nebo vegetativně roubováním či vzdušním hřížením. Semenáče plodí ve čtvrtém až pátém roce. Ke štěpování se používají rouby z plodících rostlin.

## Choroby a škůdci
- hniloba souplodí a semenáčků  – způsobuje plíseň Phytophthora palmivora
- antraknóza (hniloba souplodí) – způsobuje Glomerella cingulata
- bílá hniloba kořenů  – způsobuje Rosellina necatrix
- na čerimoje též škodí moucha Anostrepha ludens[4]